# Coro CET
Il Coro CeT (Canto e Tradizione) è un coro maschile italiano fondato nel 2000, che esegue elaborazioni di canti popolari.
Il gruppo è attualmente diretto dal maestro Alessandro Ledda.

## Storia
Il Coro è nato ufficialmente a Milano nell'anno 2000 ed è composto da circa 30 elementi.
Il coro esegue canti popolari italiani ed europei, tra cui molti appartenenti al repertorio del coro SAT e di elaboratori che hanno fatto la storia del canto popolare per coro maschile come: Antonio Pedrotti, Renato Dionisi, Arturo Benedetti Michelangeli, Luigi Pigarelli, Andrea Mascagni, Giorgio Federico Ghedini, ma anche di prestigiosi autori viventi come Bruno Zanolini, Sandro Filippi, Armando Franceschini ed altri.
Negli ultimi anni il coro CET ha stretto un legame molto forte con il coro SAT ed in particolare con il suo maestro Mauro Pedrotti, contribuendo anche alla nascita del Coro degli Allievi SAT tanto che alcuni componenti del coro CET hanno militato in entrambe le formazioni.
Nel 2005 si è costituita l'Associazione Culturale CeT - Canto e Tradizione, con lo scopo di propagare tra i giovani la passione per il canto popolare.
Nel 2007 è uscito il primo CD e libro di melodie popolari dal titolo Canti della montagna contenente una ventina di incisioni di canzoni popolari del repertorio del coro SAT.
Nel 2009 il Coro è stato insignito dello stemma del Coro della SAT (capostipite dei “Cori di montagna”) con la seguente motivazione: «Per aver risvegliato la gioia del canto popolare nei giovani e per essere accanto a noi nel mantenere vivo, con lo stesso spirito, un patrimonio di cultura, tradizione e musica».
Nel 2010 il coro CET ha ottenuto il primo premio al Concorso Nazionale di canto corale di Vittorio Veneto nella cat. popolare e sempre nella stessa occasione il gruppo ha vinto il prestigioso Gran Premio di Canto Corale Efrem Casagrande (mai attribuito ad un coro popolare ad organico maschile).
Nel 2011 è uscito il secondo CD dal titolo "Canti della Montagna Vol.2" contenente 20 brani tratti dal repertorio del coro della SAT.
Nel 2014 il coro ha meritato la fascia oro al 53° Concorso Internazionale Seghizzi di Gorizia.
Nel dicembre 2015 avviene la fusione con il coro Stelutis Alpinis, formazione composta da studenti universitari milanesi presente dal 2011.
Nel gennaio 2016 viene fondato il coro Allievi del CET.
A partire dal 2020 il coro ha affrontato un innovativo lavoro su canti popolari europei armonizzati da Ludwig van Beethoven, che è culminato nel 2023 nella pubblicazione del quarto CD del coro e di un relativo volume.
Il Coro è oggi riconosciuto come una delle compagini più quotate nel panorama nazionale e soprattutto è portavoce di un movimento giovanile di cori che periodicamente si ritrova in una manifestazione culturale di promozione dell'attività corale denominata Yarmònia.

## Discografia
- 2007: "Canti della montagna" 18 brani tratti dal repertorio del Coro della SAT di Trento
- 2011: "Canti della montagna Vol.2" 20 brani tratti dal repertorio del Coro della SAT di Trento
- 2015: "Un cuore più grande della guerra" 16 brani tratti dal repertorio del Coro della SAT di Trento
- 2023: "Beethoven FolkSongs" 17 brani tratti dalle raccolte di canti popolari armonizzati da Ludwig van Beethoven